# Charles-Jean Avisseau
Charles-Jean Avisseau (Tours, 25 dicembre 1795 – 6 febbraio 1861) è stato un ceramista francese.

## Biografia

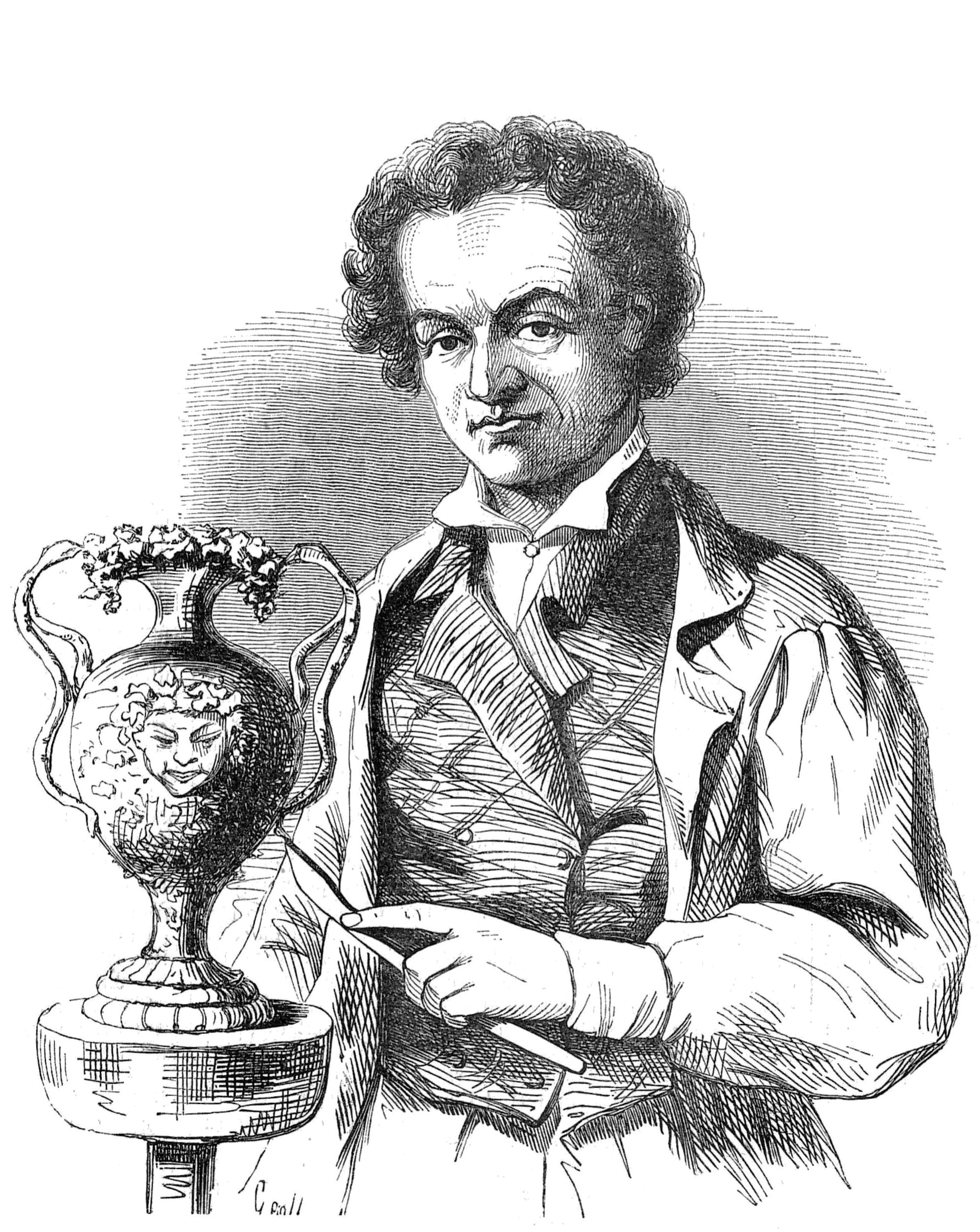
Charles-Jean Avisseau nel 1847

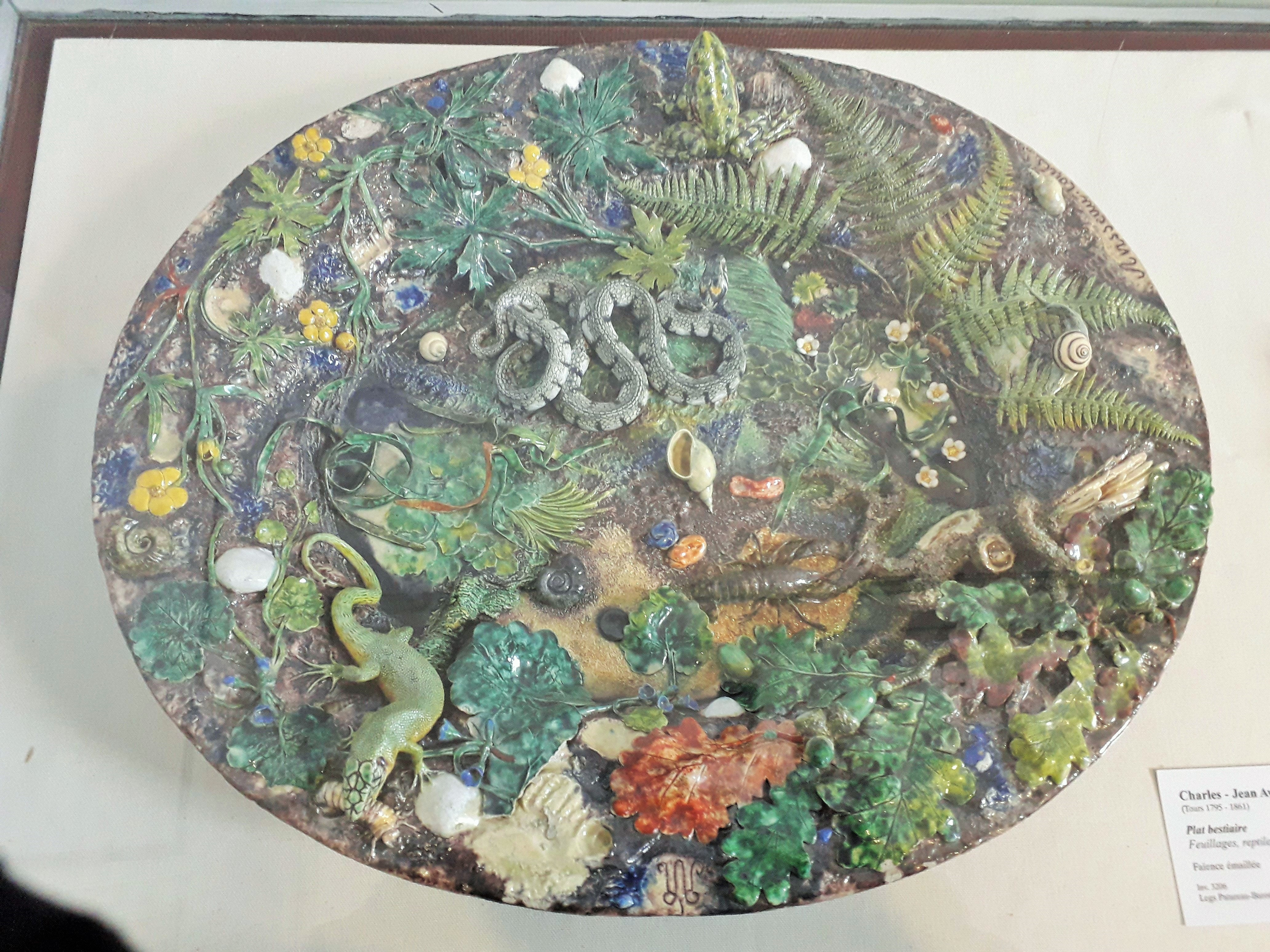
Piatto decorato con fauna, fogliame, rettili e conchiglie, Museo Bertrand, Châteauroux

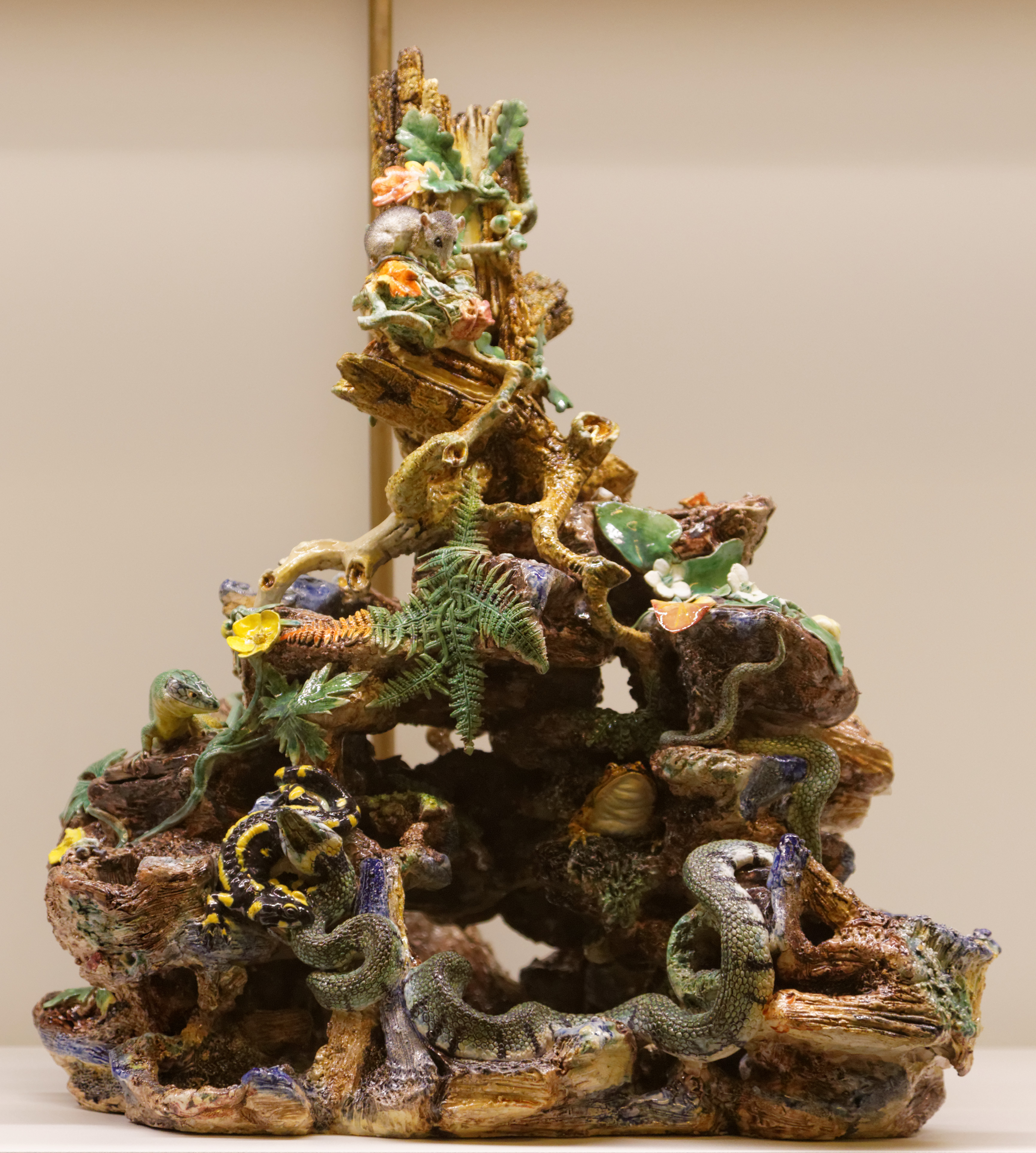
Opera a forma di roccia, Museo des Arts Décoratifs, Parigi

Charles-Jean Avisseau è stato un protagonista della rinascita dell'arte ceramica in Turenna. L'emozione suscitata in lui dalla scoperta dell'arte di Bernard Palissy, la varietà e la lucentezza dei suoi smalti, come la ricchezza della sua decorazione, sono all'origine della sua vocazione che si ispira al vena naturalistica. Sotto il nome della scuola di Tours erano raggruppati ceramisti che lavoravano con lui o nella stessa zona.
Charles-Jean Avisseau era figlio di un tagliapiastrelle e di un vasaio, di cui fu allievo fino al 1816, quando il mestiere di vasaio appassionò il giovane Avisseau, che fece l'apprendistato in una fabbrica di faenza a Saint-Pierre-des-Corps,dove imparò il disegno e l'arte della maiolica.
Nel 1825 entrò come maestro nella fabbrica di ceramiche del barone de Bezeval a Beaumont-les-Autels, dove vide un piatto del vasaio rinascimentale Bernard Palissy, che avrebbe ispirato il suo lavoro.
Nel 1843, dopo quindici anni di lavoro, trovò una soluzione per la fusione degli smalti colorati ad alta temperatura, metodo che non era stato più sviluppato dai tempi di Palissy.
Nel 1843, Avisseau fondò a Tours una piccola fabbrica di famiglia specializzata nella produzione in pezzi nello stile del grande ceramista francese del XVI secolo Bernard Palissy,ma contraddistinte da una peculiare grande decorazione.
Nella sua produzione, Avisseau imitò anche lo stile dell'epoca di Enrico II di Francia.
Le sue nuove creazioni, quali piante e animali di smalti color piombo, coniugavano l'interesse romantico nelle cose del passato e il naturalismo già diffuso in Francia intorno al 1840, ma soprattutto Avisseau è stato il primo a riscoprire Palissy. Ricostruendo i processi tecnici di Palissy, Avisseau diede il suo contributo al rinnovamento della ceramica artistica in Francia.
Anche se Avisseau è stato criticato per essere un imitatore di Palissy, le sue opere si dimostrarono libere invenzioni dello stile di Palissy.
Per riprodurre i colori naturali dei suoi modelli, Avisseau sperimentò seguendo l'esempio di Palissy, dei smalti di piombo colorato con ossidi di metallo differente a seconda del colore, ossido di ferro per smalti gialli, ossido di manganese e cobalto per blu, ossido di rame per i verdi, ossidi di ferro e il manganese per i marroni.
Tuttavia la tavolozza di Avisseau risultò più grande di quella di Palissy, i suoi smalti furono più luminosi, inoltre le piante e gli animali vennero modellati direttamente in argilla. La fauna e la flora locali furono eseguiti in tutti i dettagli e rappresentati nel loro ambiente naturale; ad esempio le peculiarità dell'epidermide degli animali e del fogliame sono ottenuti grazie ad un meticoloso lavoro di recupero dell'impasto con piccoli strumenti che ne sottolineano i dettagli.
Tutti i pezzi di Avisseau portano la sua firma con o senza il suo monogramma.

Avisseau ottenne premi e riconoscimenti in Francia e in Inghilterra in numerose mostre e si distinse per l'integrità morale di non accettare le offerte di non firmare le sue opere, di modo che potessero passare per antiche.
Dopo la sua morte, il 6 febbraio 1861, il suo lavoro fu proseguito dal figlio Édouard.